# Велики кападокийци
Велики кападокийци е общо наименование на 3 отци на Църквата от втората половина на IV век: св. Василий Велики, св. Григорий Богослов и св. Григорий Нисийски.
Родени са в Кападокия: Григорий Богослов е от гр. Назианз в Южна Кападокия, а братята Василий Велики (330 – 379) и Григорий Нисийски (ок. 331 – ок. 394) са от гр. Кесария Кападокийска. Тяхното служение е свързано с тази област, откъдето е и общото им историко-географско название.
И тримата – Василий архиепископ Кесарийски († 379 г.), Григорий епископ Назиански († 390 г.) и Григорий епископ Нисийски († ок.394 г.), спомагат за утвърждаването на Православната вяра над ересите, ширещи се по онова време на Изток и за развитието на богословската наука. Особена е заслугата им за утвърждаване на догматическите истини за Светата Троица.